# قائمة خلجان تونس

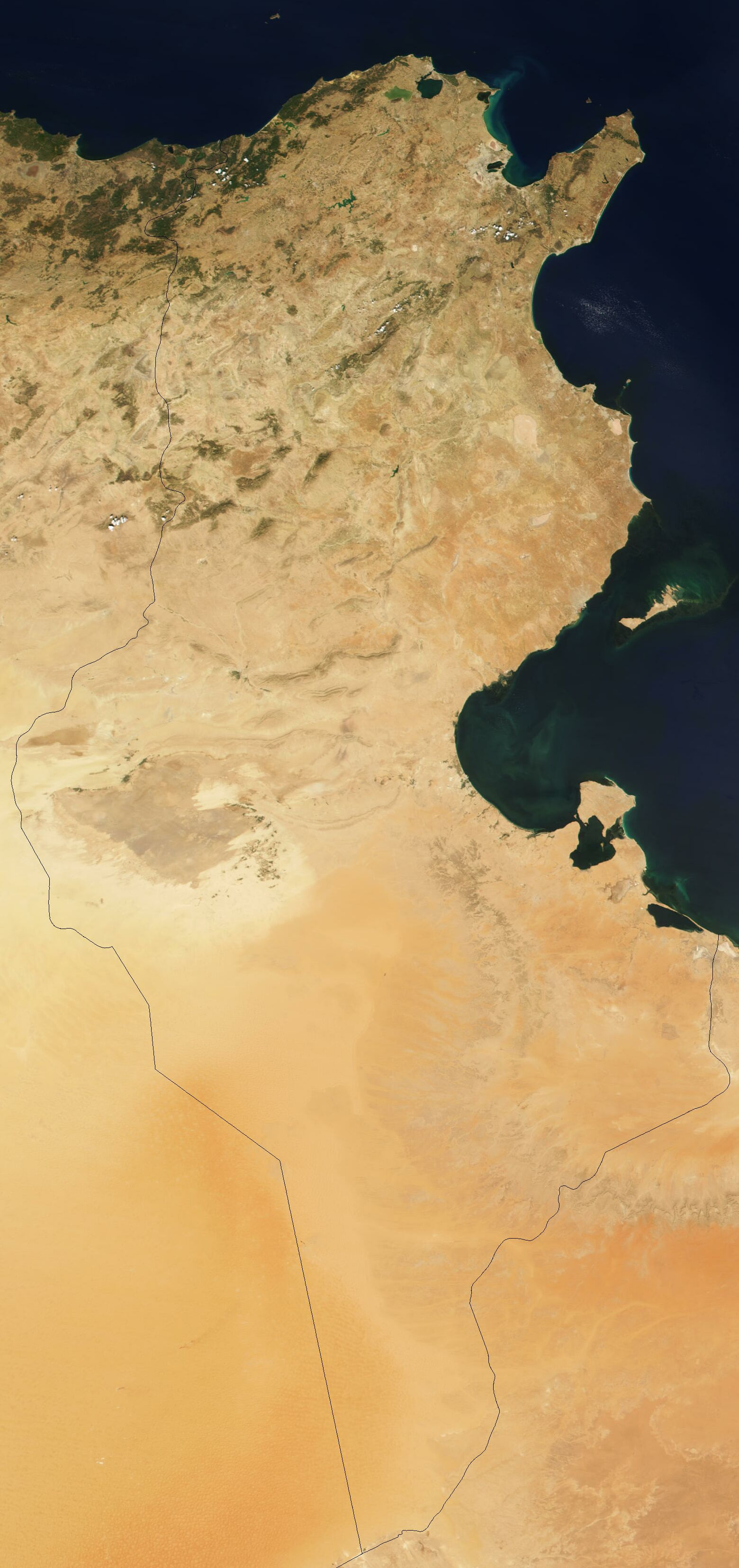
صورة فضائية لتونس تظهر الخلجان

هذه قائمة لخلجان تونس مرتبة من شمال إلى جنوب تونس, كلها موجودة على السواحل الشرقية للبلاد:
- خليج تونس
- خليج الحمامات
- خليج قابس
- خليج بوغرارة

## خرائط طبوغرافية

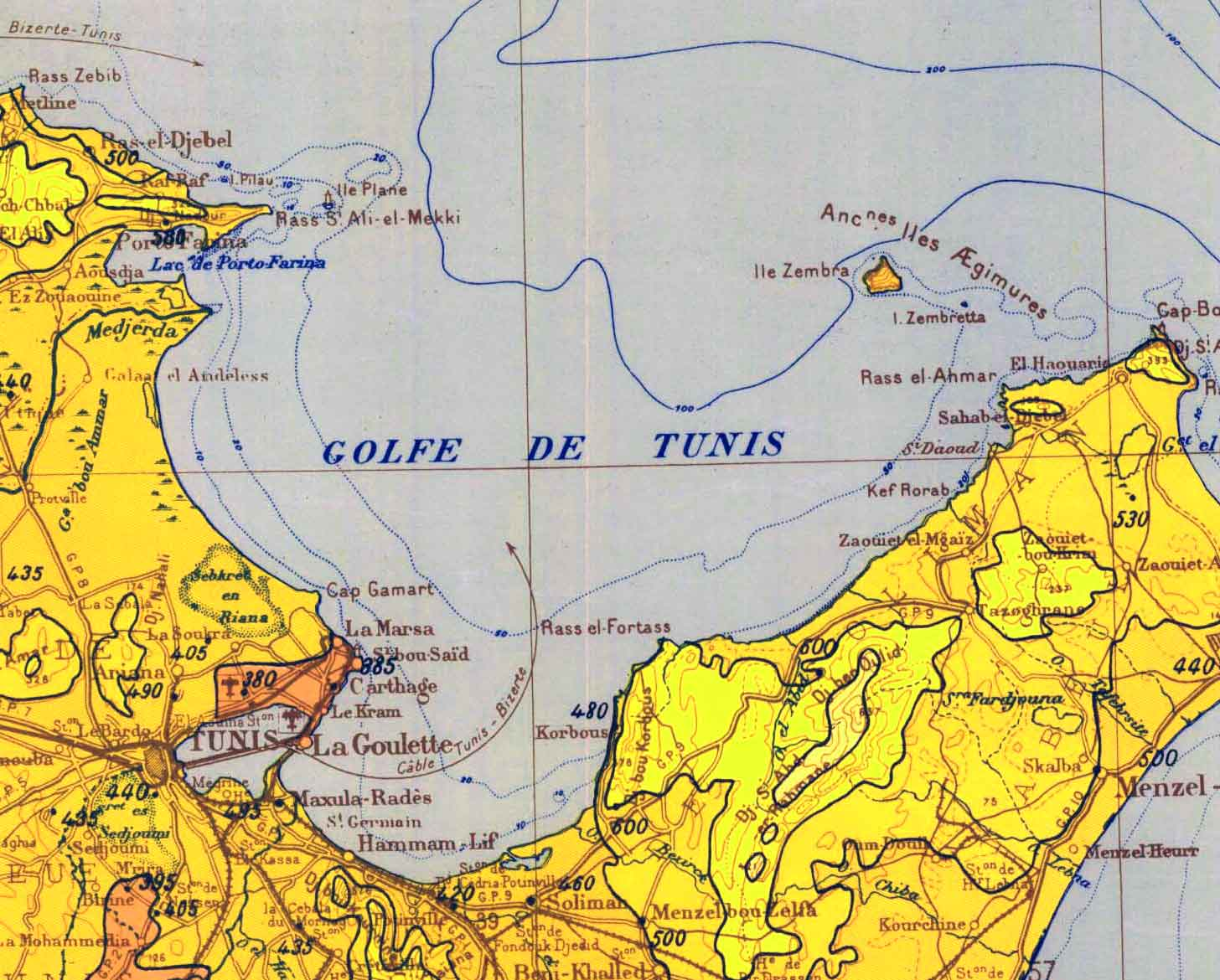
خريطة خليج تونس الطبوغرافية
خريطة خليج تونس الطبوغرافية
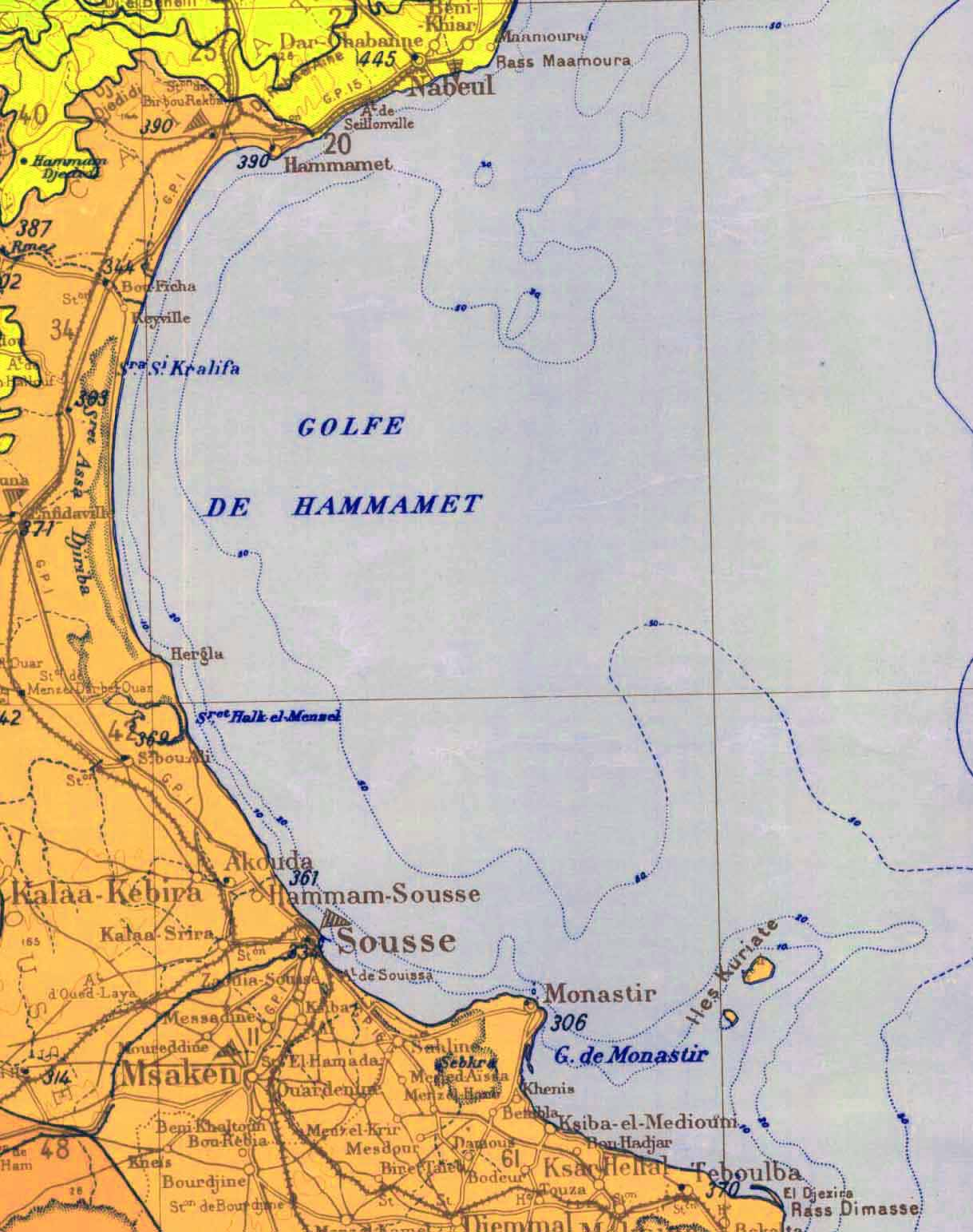
خريطة خليج قابس الطبوغرافية
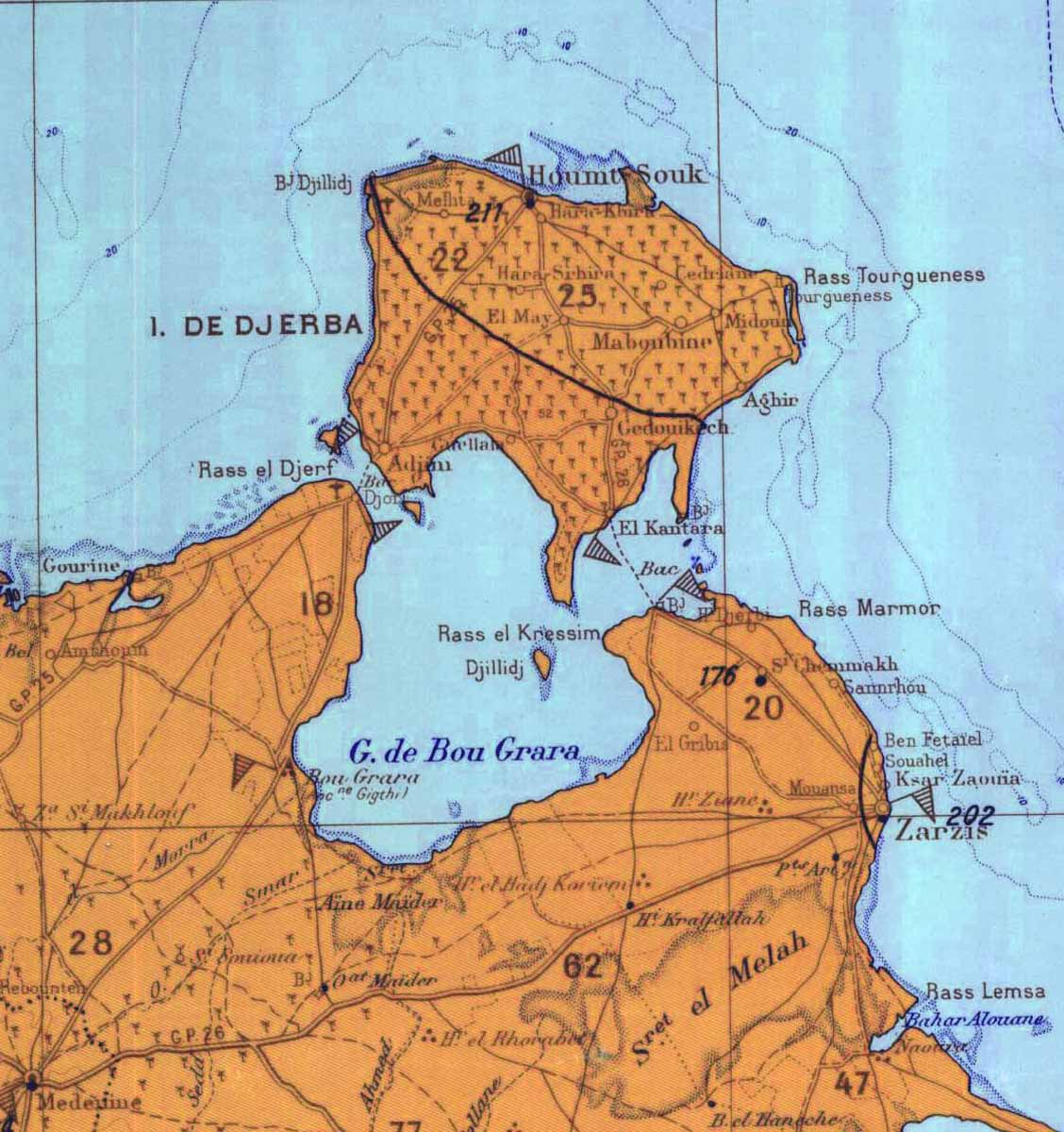
خريطة خليج بوغرارة الطبوغرافية